# Intibucá
El departament d'Intibucá és un dels 18 departaments en què es divideix Hondures.

## Límits
- Nord, departaments de Comayagua, Lempira i Santa Bárbara.
- Sud, República del Salvador.
- Est, departaments de Comayagua i La Paz.
- Oest, departament de Lempira.

## Història
El departament fou creat el 16 d'abril de 1883. La creació d'aquest departament va obeir a un informe que va presentar en 1869 el Governador Polític del departament de Gracias, José María Cacho, qui va fer veure la conveniència de dividir aquest últim per la seva vasta extensió, la qual cosa constituïa un obstacle per al seu bon govern.
El 7 de març de 1883 es va emetre el Decret Núm. 10, en el qual el cercle de La Esperanza sol·licitava la creació d'un nou departament, a l'abril d'aquest mateix any es va emetre el Decret de creació del departament de *Intibucá, prenent part també de la Pau.
En el 2006 Jesús Evelio Inestroza es va fer mereixedor d'un Esment d'Honor del Premi d'Estudis Històrics Rei Joan Carles I que atorga la cooperació cultural espanyola a Hondures per la seva recerca "Els pobles antics del Valle d'Otoro (una aproximació a la microhistòria)".

## Municipalitats
1. La Esperanza
2. Camasca
3. Colomoncagua
4. Concepción
5. Dolores
6. Intibucá
7. Jesús de Otoro
8. Magdalena
9. Masaguara
10. San Antonio
11. San Isidro
12. San Juan
13. San Marcos de la Sierra
14. San Miguel Guancapla
15. Santa Lucía
16. Yamaranguila
17. San Francisco de Opalaca